# Buzitka
Buzitka (ungarisch Bozita) ist eine Gemeinde im Süden der Slowakei mit 453 Einwohnern (Stand 31. Dezember 2024). Sie gehört zum Okres Lučenec, einem Kreis des Banskobystrický kraj, und ist zugleich Teil der traditionellen Landschaft Novohrad.

## Geografie
Die Gemeinde befindet sich im Ostteil des Talkessels Lučenská kotlina, einer Untereinheit der Juhoslovenská kotlina, auf der Flurterrasse der Suchá im Einzugsgebiet des Ipeľ. Das Ortszentrum liegt auf einer Höhe von 205 m n.m. und ist sechs Kilometer von Fiľakovo sowie 14 Kilometer von Lučenec entfernt.
Nachbargemeinden sind Nové Hony im Norden, Veľké Dravce und Husiná im Nordosten, Šávoľ im Osten, Fiľakovo im Südosten, Prša im Süden, Nitra nad Ipľom im Westen und Pinciná im Nordwesten.

## Geschichte

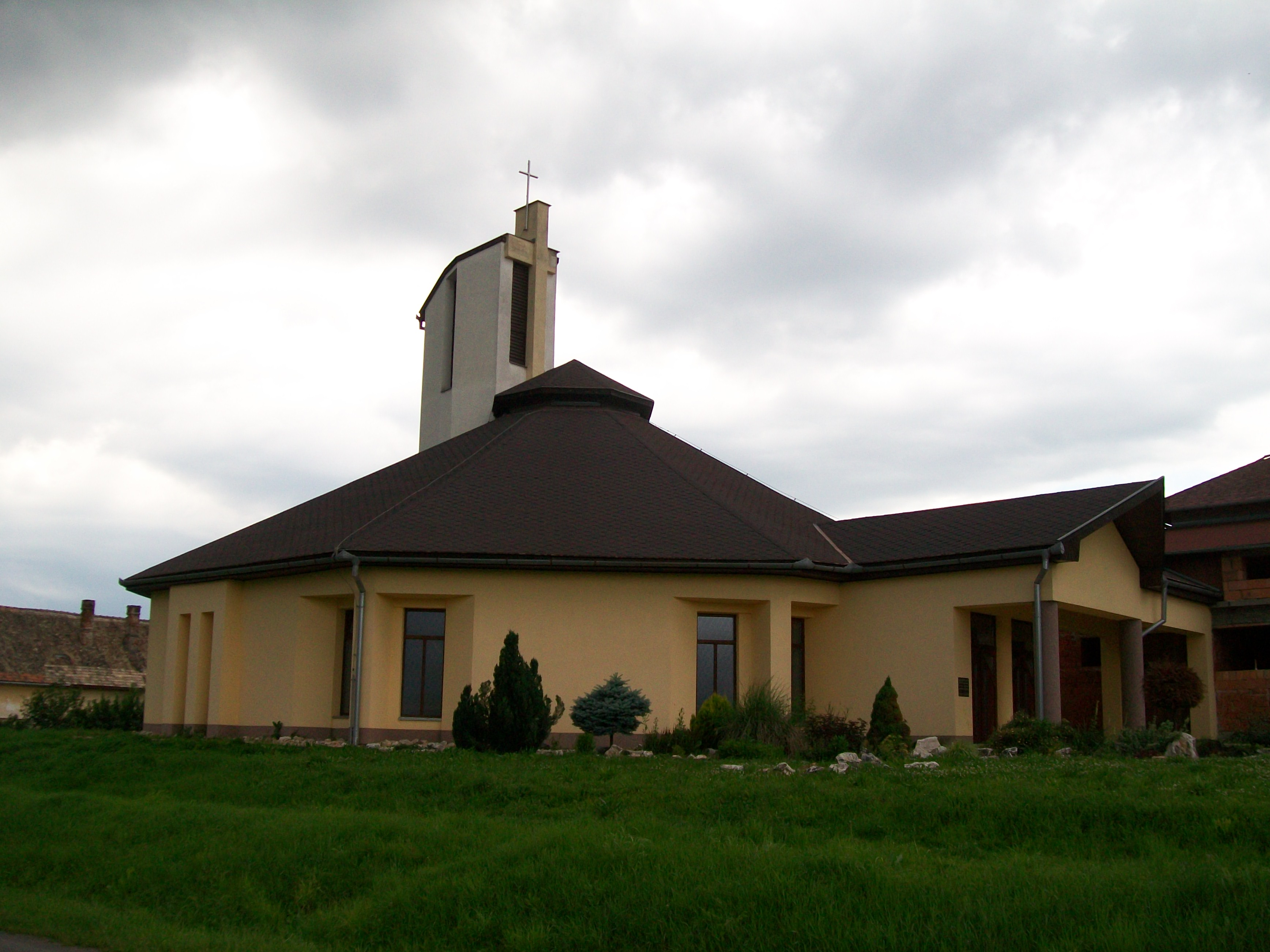
Römisch-katholische Kirche im Ort

Buzitka wurde zum ersten Mal 1350 als Bozyta schriftlich erwähnt und war ursprünglich Teil der Herrschaft der Burg Fileck. Zwischen 1554 und 1594 stand das Gebiet unter türkischer Besetzung, nach der Befreiung gehörten die Ortsgüter der Familie Serényi. 1625 war das Dorf gegenüber dem Osmanischen Reich tributpflichtig und verödete schließlich in den Kriegswirren um die Mitte des 17. Jahrhunderts. Eine Neugründung erfolgte um die Mitte des 18. Jahrhunderts, diesmal nur als Siedlung in der Gemeinde Prša. 1828 zählte man sechs Häuser und 52 Einwohner, die als Landwirte beschäftigt waren. Im 19. Jahrhundert gab es ein Großgut der Familie Coburg.
Bis 1918/1919 gehörte der im Komitat Neograd liegende Ort zum Königreich Ungarn und kam danach zur Tschechoslowakei beziehungsweise heute Slowakei. Nach der Parzellierung des Coburgschen Großgut im Jahr 1925 ließen sich hier tschechische und slowakische Siedler nieder. Neben den bereits existierenden Ansiedlungen entstanden 13 neue landwirtschaftliche Ansiedlungen sowie eine neue Siedlung, Nový Sad. 1936 wurden die Siedlungen zur neuen Gemeinde Bozita zusammengeschlossen, nach der Abtretung des Gebiets an Ungarn auf Grund des Ersten Wiener Schiedsspruchs wurde diese Entscheidung rückgängig gemacht, und die tschechischen Siedler mussten das Gebiet verlassen. Nach der Wiedereingliederung der Tschechoslowakei waren die Ansiedlungen noch Teil der Gemeinde Prša. Anstelle von tschechischen Siedlern kamen jetzt slowakische Zuzügler aus den Gebieten rund um Detva und Málinec. Mit Wirkung ab dem 1. Januar 1957 wurden die Siedlungen Buzica, Nový Sad, Séplak (heute Krásna), Ipeľka und Dóra von Prša abgetrennt und mit Teilen aus der Gemeinde Veľké Dravce zur neuen Gemeinde Buzitka zusammengeschlossen.

## Bevölkerung
| Jahr                | 1994 | 2004    | 2014    | 2024    |
| ------------------- | ---- | ------- | ------- | ------- |
| Anzahl der Personen | 542  | 508     | 503     | 453     |
| Unterschied         |      | −6,27 % | −0,98 % | −9,94 % |

| Jahr                | 2023 | 2024    |
| ------------------- | ---- | ------- |
| Anzahl der Personen | 454  | 453     |
| Unterschied         |      | −0,22 % |

Gemäß der Volkszählung 2011 wohnten in Buzitka 526 Einwohner, davon 450 Slowaken, 42 Magyaren, sieben Tschechen und ein Mährer. Ein Einwohner gab eine andere Ethnie an und 25 Einwohner machten keine Angabe zur Ethnie.
335 Einwohner bekannten sich zur römisch-katholischen Kirche, 48 Einwohner zur Evangelischen Kirche A. B., vier Einwohner zur evangelisch-methodistischen Kirche, drei Einwohner zur reformierten Kirche sowie jeweils ein Einwohner zur Bahai-Religion, zu den Zeugen Jehovas und zur griechisch-katholischen Kirche. 93 Einwohner waren konfessionslos und bei 40 Einwohnern wurde die Konfession nicht ermittelt.

## Bauwerke
- römisch-katholische Kirche aus dem Jahr 2007[6]